# Выродов, Андрей Никитич
Андре́й Ники́тич Вы́родов (1670—1742), военачальник, государственный деятель — губернатор Белгородской губернии.

## Происхождение
Из древнего русского дворянского рода Выродовых. Родоначальник его служилый Белгородской засечной (защитной) черты — сын боярский белгородский, станичный голова Семён Осипович Выродов, получивший в 1642 году поместья в Белгородском уезде. Потомство Семёна Осиповича Выродова записано в VI части Дворянских Родословных книг Курской и Харьковской губерний Российской империи.

## Биография
Родился в 1670 году в семье белгородского помещика, сотенного Никиты Семёновича Выродова (*ок. 1649 — †до 1719).
По Переписи населения 1719 года значится: Андрей Никитин Выродов — помещик деревни Пески Разуменского стана Белгородского уезда; «капитан, находящийся по делам службы в Киеве»; там же: «У него ж, Андрея, мельница на реке на Донце, принадлежащая ему с братьями с Данилом да Семёном Выродовыми (1719); в д. Андреевке Коренского стана Белгородского уезда за ним 18 дворов и мужеска полу в них 63 человека».
По сведениям Списка генералитета и штаб-офицерам на 1742 год значится: Андрей Никитин Выродов, подполковник с 17 мая 1731 года, командир Белгородского гарнизонного солдатского полка.
Исполнял обязанности губернатора Белгородской губернии в период с июня по октябрь 1734 года.